# Heinrich Ignaz Franz von Biber
Heinrich Ignaz Franz von Biber (døbt 12. april 1644 Wartenberg (nuv. Stráž pod Ralskem, Den Tjekkiske Republik) – 3. maj 1704 Salzburg) var en Bøhmisk komponist, gambist og violinvirtuos.
Biber blev født på et større landsted i Wartenberg i det nuværende Stráž pod Ralskem i Den Tjekkiske Republik, hvor hans far var jæger og skovløber. I kirkebogen står ved hans dåb angivet: ”Hennericus filius Martini e[t] Mariae Piebers” – ”Heinrich søn af Martin og Maria Biber”.
Om Bibers musikalske uddannelse vides ikke meget, kun at han begyndte i sin fødeby hos skolelærer, kantor og organist Wiegand Knoeffel. Herefter menes han i en tid at have studeret i Wien hos Antonio Bertali og Johann Heinrich Schmelzer. Der er ligeledes en klar påvirkning fra komponistvennen Pavel Vejvanovský, der var en af sin tids bedste trompetister. Måske er han som de fleste på den tid blevet undervist af jesuitter.
Hans første stilling var som gambist og violinist hos fyrst Johann Seyfried Eggenberg i Graz og senest i året 1668 blev han ansat i Kremsier (det nuværende Kroměříž) i Bøhmen, hvor han var violinist og kammertjener hos den musikelskende og partitursamlende ærkebiskop, Karl Liechtenstein-Kastelkorn von Olmütz.
Efteråret 1670 sendtes han i embeds medfør til Absam i Tyrol for at hente ni instrumenter hos den berømte tyrolske violinbygger Jakob Stainer. Undervejs flygtede Biber fra sin plads og blev samme vinter ansat i en tilsvarende stilling, men formodentlig under bedre betingelser, hos den kunstelskende Maximilian Gandolph, Reichsgraf von Kuenberg, ærkebiskop af Salzburg (1622 – 1687). Hvor alvorlig denne flugt var og er blevet opfattet er uklart; hans partiturer flød over årene stadig til hans tidligere arbejdsgiver i Kremsier, som i 1676 gav ham fripas.
Biber blev gift den 30. maj 1672 i Hellbrun nær Salzburg med Maria Weiss (1646 – 24. december 1725), en datter af en velhavende købmand fra Salzburg. Af parrets 11 børn overlevede kun de fire, hvoraf tre blev udøvende musikere.
I Salzburg blev han 1677 underviser for katedralens drengekor, i 1679 vicekapelmester og 1684 dekan ved drengekorsskolen og derudover hof-kapelmester.
Om Bibers rejseliv vides ikke meget. Han fik to gange udnævnelser ved hoffet i Bayern, og den tysk-romerske kejser i Wien, Leopold I, slog ham til ridder under navnet Biber von Bibern i 1690, hvilket indikerer, at han også har opholdt sig her en tid.
Scordatura, der først menes at være taget i brug af italieneren Biagio Marini, er en spilleteknik hvor et strygeinstrument omstemmes med henblik på særlige effekter. Denne teknik benyttede Biber i udstrakt grad i Rosenkranssonaterne, en samling på 15 sonater og et passacaglia, der også benævnes Mysteriesonaterne – eller sjældnere Kobberstiksonaterne for de stik, hver sonate i originalpartituret er forsynet med. Scordatura slog ikke an i selve Italien endsige andre steder i Europa, kun i det tysktalende område, hvor Biber blev en af foregangsmændene.
Bibers musik bærer præg af stor opfindsomhed og humor. Hans instrumentalværker er intensive, og der gøres god brug af pudsige effekter kontrolleret af en enestående sans for harmonier og kontrapunkt. Stilmæssigt bygger hans violinkompositioner på den venetianske renaissances mestre og det opkommende tysk-østrigske tonesprog.
Sønnerne Anton Heinrich Biber von Bibern (1679 Salzburg – 1742) og Karl Heinrich Biber von Bibern (4. september 1681 Salzburg – 19. november 1749 smst.) blev begge violinister ved det salzburgske hof, Karl senere ’Kapellmeister’. Døtrene Maria Cäcilia (1674 Salzburg – ?) og Maria Anna Magdalena (1677 Salzburg – 1742 Nonnberg) gik begge i kloster. Anna antog navnet Maria Rosa Henrica (1696) og blev leder af kor og kapel og senere priorinde i benediktinerklosteret Nonnberg i Salzburg.
Biber ligger begravet på kirkegården Sankt Peter i Salzburg. Graven er ikke lokaliseret, men der er opsat en mindeplade.

## Værkfortegnelse (ukomplet)

### Vokalværker

#### Operaer
- Alessandro in Pietra opera (1689, Libretto: Francesco Maria Raffaelini, tabt)
- Arminio Chi la dura la vince opera (Libretto: Francesco Maria Raffaelini, 1691-2)

#### Kantater m.v.
- Applausi festivi di Giove kantate (1687, kun libretto bevaret)
- Li trofei della fede cattolica kantate (1687, kun libretto bevaret)
- Trattenimento musicale del'ossequio di Salisburgo kantate (1699, kun libretto bevaret)
- 15 skoledramaer (1679-99, alle tabt)

#### Messer
- Missa Alleluia 26-stemmig (1698)
- Missa Bruxellensis 23-stemmig (c. 1696, tidl. tilskr. Orazio Benevoli)
- Missa catholica fragment
- Missa Christi resurgentis 22-stemmig (c. 1674)
- Missa quadragesimalis (Missa in contrapuncto)
- Missa Salisburgensis 54 uafhængige instrumentalstemmer og instrumenter (1682, tidl. tilskr. Orazio Benevoli)
- Missa Sancti Henrici 5 soli, 5-st kor, 5 trompeter, pauker, 2 violiner, 3 bratscher, violon og orgel (1697)
- Missa Sancto Josepho
- Nisi Dominus aedificaverit Dominus for bas, violin, cont.
- Plaudite tympana motet 53 uafhængige instrumentalstemmer, div. instrumenter (1682, tilegnet)
- Requiem A-dur (c. 1690)
- Requiem f-mol (1692)
- Vesperae Longiores ac Breviores Unacum Litaniis Lauretanis (1693)

### Instrumentalværker
- Balletti Lamentabili (c. 1668)
- Sonata à 3 (2 violiner, basun)
- Sonatae violino solo 8 sonater (violin, continuo) (1681)
- Victori der Christen
- Sonate (6 trompeter, pauker, orgel) (1668)
- Rosenkranzsontaten (også Mysteriensonaten ell. Kobberstiksonaterne) (violin i scordatura, continuo) 15 sonater samt et afsluttende passacaglia (violin solo) (1676)
- Mensa sonora, seu musica instrumentalis (sonater for violin, 2 bratcher, continuo) (1680)
- La battalia sonate (3 violiner, 4 bratcher, 2 violoner, continuo) (1673)
- Sonatae tam aris quam aulis servientes 12 sonater (2 clarinoer, 2 violiner, 4 bratscher, continuo) (1676)
- Fidicinium sacro-profanum 12 sonater (1-2 violiner, 2 bratcher og continuo) (1683)
- Harmonia artificioso-ariosa: diversimode accordata 7 triosonater: diversi mode accordata (for 1-2 violiner, 2 bratscher, 2 viola d'amore, continuo i skiftende kombinationer) (1696)
- Sonata representativa (violin, continuo) (1669), med instrumentale imitationer af fugle og dyr.

## Diskografi
- Requiem à 15; Vesperae à 32 - Els Bongers, Anne Grimm, Kai Wessel, Peter de Groot, Marcel Reyans, Simon Davies, René Steur, Kees-Jan de Koning, Amsterdam Baroque Orchestra & Choir, Ton Koopman (Erato, France 1994)[1]
- Missa Bruxellensis – Jordi Savall, Le Concert des Nations, La Capella Reial de Catalunya (Alia Vox 9808)[2]
- Battalia à 10; Requiem à 15– Jordi Savall, La Capella Reial de Catalunya, Le Concert des Nations (Alia Vox 9825)[3]
- Sonata Representativa for violin & continuo in A major, The Zarjaz, La Leggenda Del Block, Editio Seconda, Traite Pour Marbre Neon Harpe Et Voix (Basilcia Records BA 005)
- Mensa sonora and Sonata representativa, Reinhard Goebel, Musica Antiqua Köln – Archiv Produktion (DG 423701)
- The Rosary Sonatas, Richard Egarr, Andrew Manze, Alison McGillivray (Harmonia Mundi - 907321)
- Biber: Passacaglia sat for bratsch af Marco Misciagna (Live); Marco Misciagna, bratsch (MM08, 2024) [4]